# Glaciar Taku
O glaciar Taku é um glaciar de maré situado a sudeste da cidade de Juneau, no Alasca.
O glaciar foi inicialmente (1883) baptizado glaciar Schultze e em 1890 glaciar Foster, mas seria a designação dada ao glaciar pelos nativos tlingit, Taku, que acabaria tornando-se a designação mais comum. Flui desde o campo de gelo Juneau, sendo o maior dos glaciares de descarga deste campo de gelo e um dos glaciares de maré mais meridionais do hemisfério norte.
O glaciar Taku, que converge com o rio Taku, apresenta um comportamento que se repete ao longo do tempo: avança até bloquear o rio, criando assim um lago, ao que se segue a rotura dramática da parede de gelo. O mais recente destes avanços ocorreu em 1750. Desde 1890 o glaciar Taku avançou 7,5 km. É o único glaciar em avanço, entre os vinte maiores glaciares com origem no campo de gelo Juneau. A continuação do avanço provocará mais uma vez o bloqueio do rio Taku, mas actualmente é improvável que tal aconteça. Este glaciar tem sido monitorizado anualmente desde 1946, estando documentado um avanço médio de 17 metros por ano desde 1988. O avanço é devido a um balanço de massa positivo, isto é, a acumulação de neve é maior que a ablação por fusão de gelo e neve. Até 1948 o glaciar Taku apresentava uma zona terminal da qual se desprendiam icebergues. Entre 1989 e 2005 o balanço de massa foi negativo, mas insuficiente para parar o seu avanço, pelo menos para já.